# Önjáró szeizmikus talajvibrátor

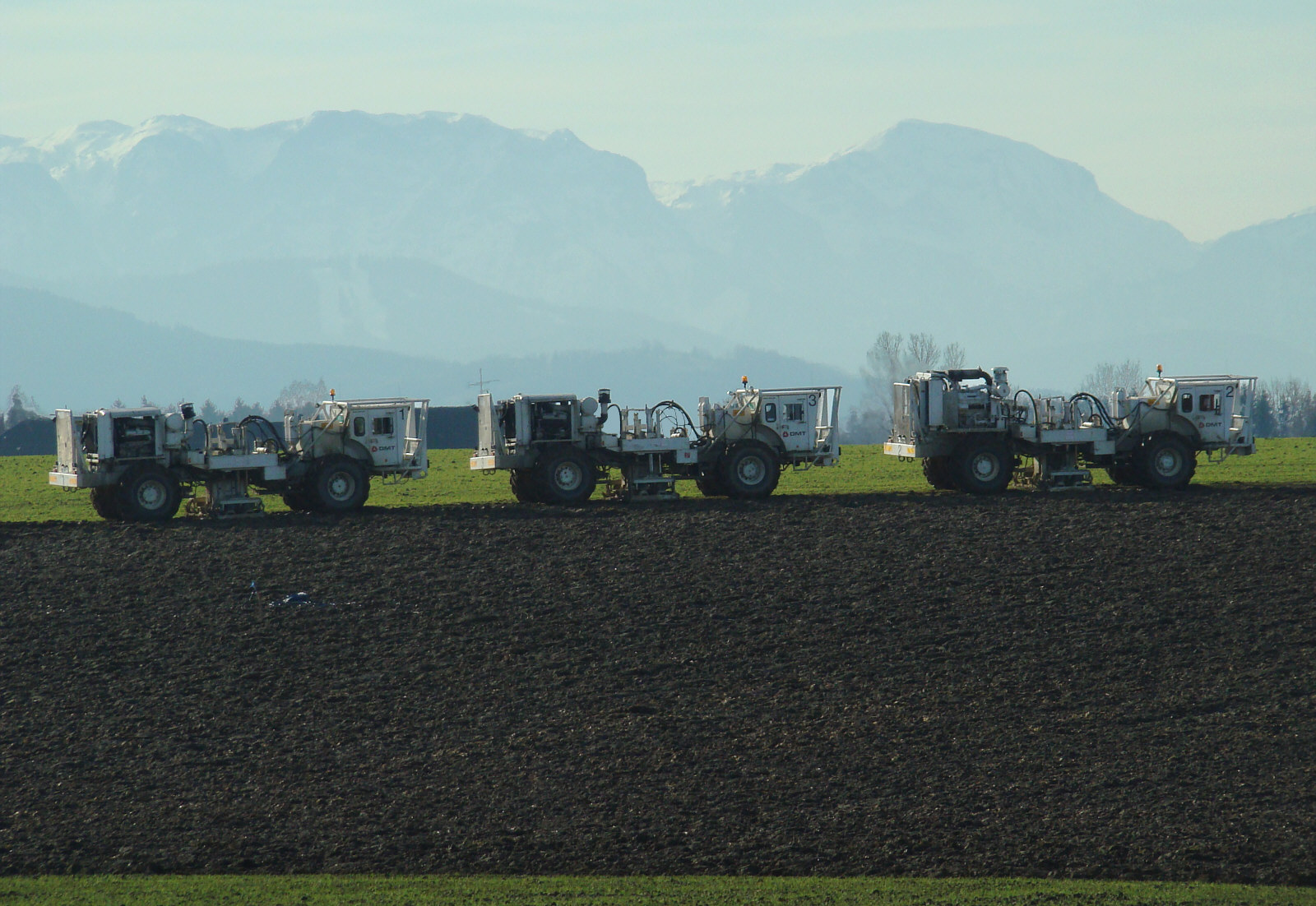
Önjáró szeizmikus talajvibrátorok Alsó-Ausztriában, az Alpok előterében

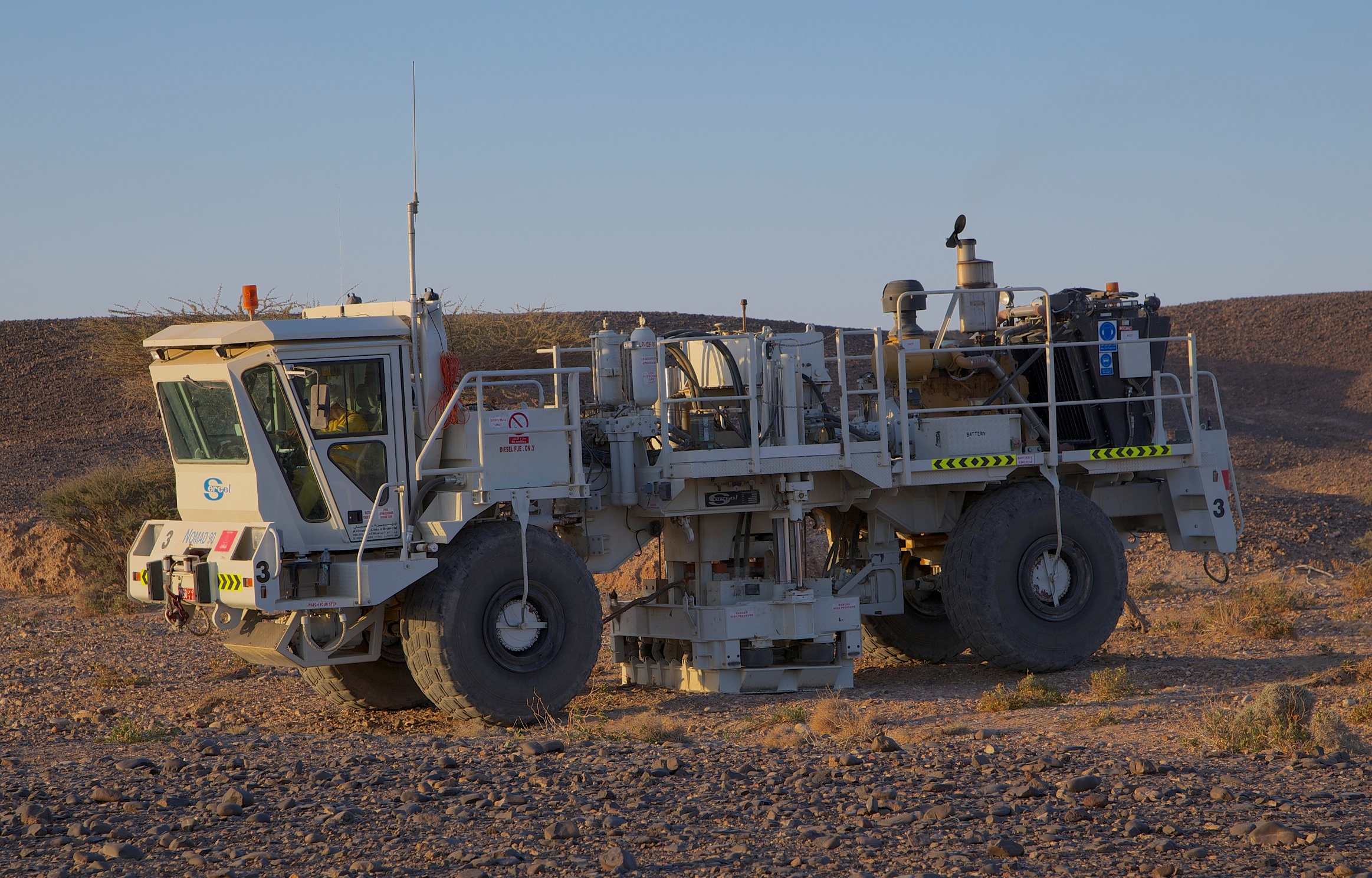
Nomad 90 önjáró szeizmikus talajvibrátor munka közben

Az önjáró szeizmikus talajvibrátor egy geofizikai eszköz, amelyet napjaink földtani kutatásaiban széleskörűen használnak. Ezeknek a nagyméretű, tízméteres teherautókkal egybeépített több mint húsztonnás gépeknek a feladata, hogy a mérőcsoport által előzetesen kijelölt jelgerjesztési pontokon szeizmikus rezgéseket keltsen. Ez úgy történik, hogy a jármű a közepén található bázislapot leteszi a földre, és elkezdi ütni vele a föld felszínét, vagy ahogy a szakemberek mondják, megvibrálja a földet. A gerjesztett jelek rezgéshullámként terjednek a föld belseje felé, amelyek közül néhány visszaverődik, míg a többi továbbhalad a föld mélyébe. A visszavert hullámokat a földbe leszúrt több tízezer geofon érzékeli, és kábeleken továbbítja az adatokat egy jelrögzítő, -feldolgozó műszerkocsiba. A hullám kibocsátása és a felszínre való visszaérkezése között eltelt idő mérésével, az így nyert adatok további elemzésével megismerhetővé válik a vizsgált terület földtani felépítése, szerkezete.
A kutatási módszert az 1950-es években az Amerikai Egyesült Államok-beli Continental Oil Company (Conoco) olajtársaság fejlesztette ki.